# Kim Loan, Chu Hải
Kim Loan (tiếng Trung: 金湾区), Hán Việt: Kim Loan khu) là một quận của địa cấp thị Chu Hải (珠海市), tỉnh Quảng Đông, Cộng hòa Nhân dân Trung Hoa. 

## Hành chính
Kim Loan được chia ra làm 4 đơn vị hành chính cấp hương, toàn bộ các đơn vị hành chính này đều là trấn. Ngoài ra quận này còn quản lí 2 đơn vị ngang cấp hương khác.
- Trấn: Tam Táo (三灶镇), Nam Thủy (南水镇), Hồng Kì (红旗镇), Bình Sa (平沙镇)

Đơn vị ngang cấp hương khác
- Khu công nghiệp liên cảng (联港工业区)
- Khu sản xuất thiết bị hàng không (航空产业园)